# Édouard Fraisse
Édouard Fraisse (Beaune, 14 mei 1880 - Parijs, 13 september 1945) was een Frans beeldhouwer, graveur en medailleur. Veel van zijn werk werd door de sport geïnspireerd en hij kreeg in 1928 opdracht de Franse Eremedaille voor Sportonderwijs, (Frans:Médaille d’honneur de l'Éducation Physique), te graveren.
Hij was lid van de Société des artistes français en exposeerde zijn werk in de Salon van 1937 waar hij een gouden medaille won. 
In 1929 werd hij benoemd tot Ridder in het Legioen van Eer.

## Galerie

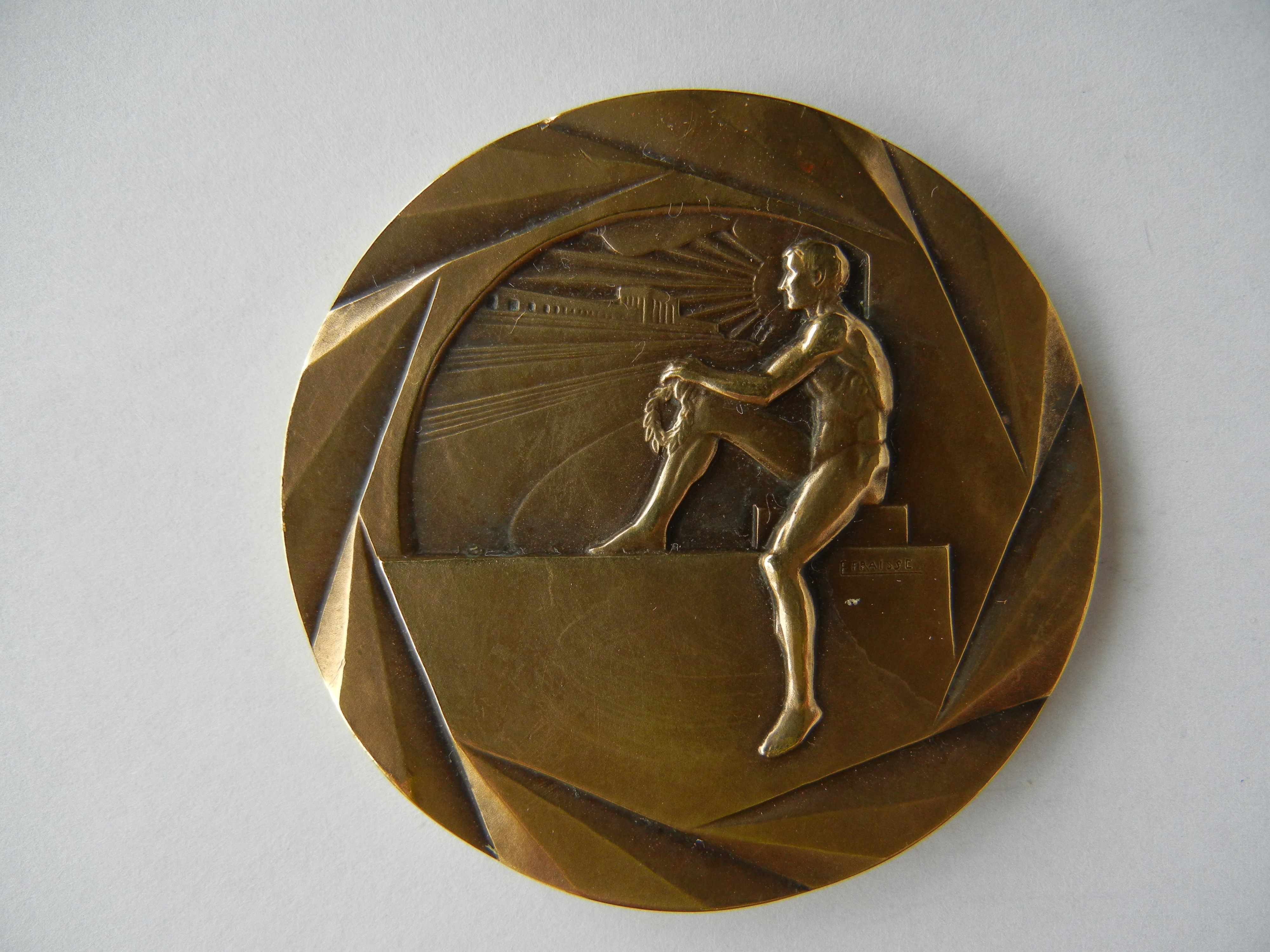
Bronzen medaille in de art-deco-stijl. De voorzijde is van Édouard Fraisse.
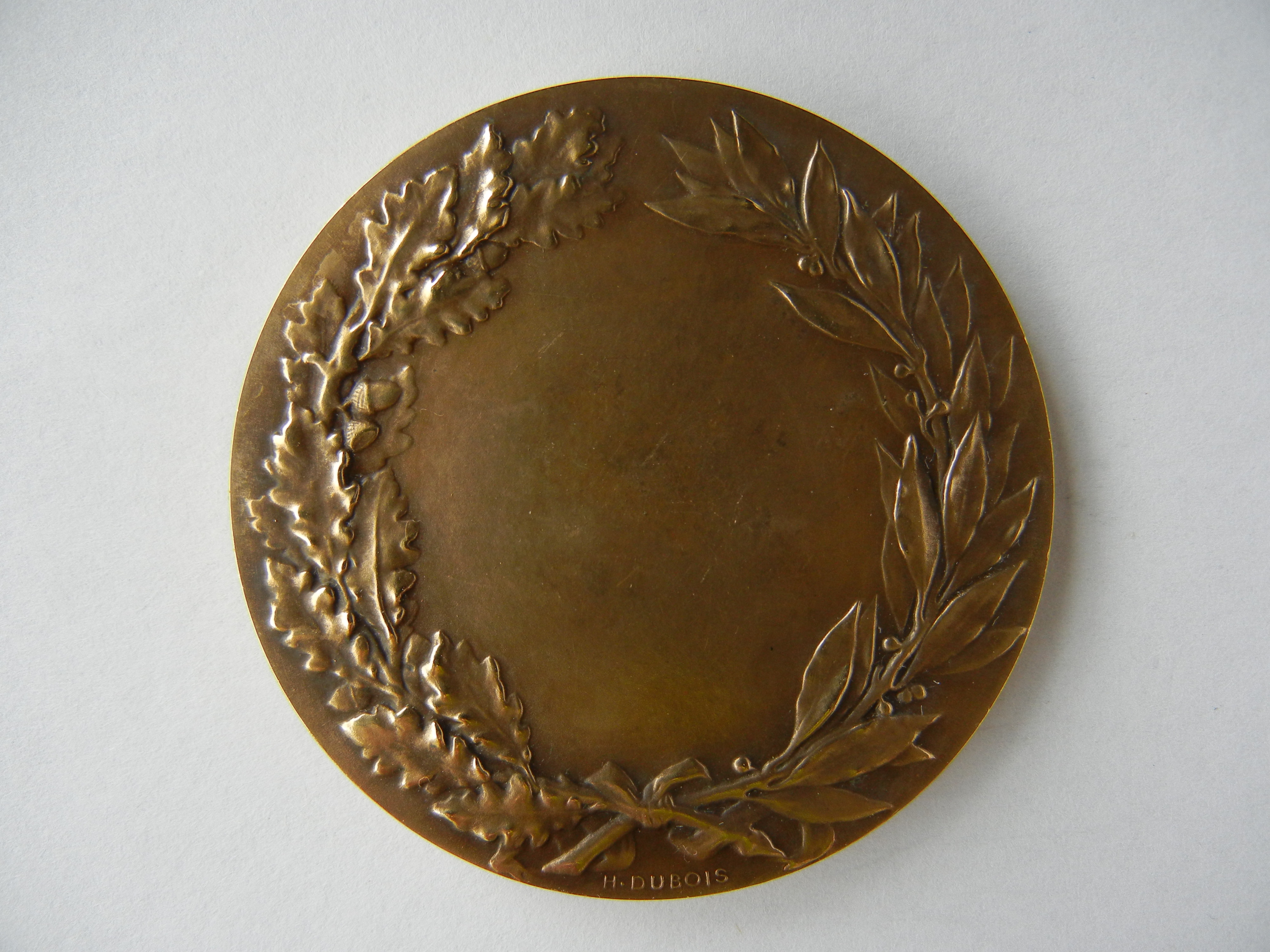
Bronzen medaille in de art-deco-stijl. De hier getoonde keerzijde is van Henri Alfred Auguste Dubois (1859-1943).
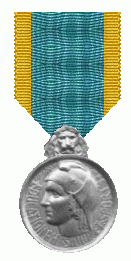
Eremedaille voor Sportonderwijs in Zilver.